# Pohlia drummondii
Pohlia drummondii là một loài Rêu trong họ Bryaceae. Loài này được (Müll. Hal.) A.L. Andrews miêu tả khoa học đầu tiên năm 1935.